# Jack Owen
Jack Owen (Akron, New York, december 1967) is een Amerikaanse deathmetal gitarist van death metal-band Cannibal Corpse. Hij speelde bij Cannibal Corpse van 1988 tot 2004. Hij verliet de band om zich te focussen op zijn side project Adrift, maar enkele maanden later sloot hij zich aan bij een andere bekende death metal-band namelijk Deicide. 

## Discografie

### Cannibal Corpse
- Eaten Back to Life (1990)
- Butchered At Birth (1991)
- Tomb of the Mutilated (1992)
- The Bleeding (1994)
- Vile (1996)
- Gallery of Suicide (1998)
- Bloodthirst (1999)
- Gore Obsessed (2002)
- The Wretched Spawn (2004)

### Deicide
- The Stench of Redemption (2006)
- Till Death Do Us Part (2008)
- To Hell with God (2011)
- In the Minds Of Evil (2013)

### Adrift
- Absolution (2007)

### Grave Descent
- Grave Descent (2011)

### Tennessee Murder Club
- Sessions, "The Pact" (2013)

- Gemeinsame Normdatei: 1218021462
- MusicBrainz: 33fa9592-f9bf-4061-94e8-5262c9af3c51
- Nationale Bibliotheek van Tsjechië: xx0118901
- SNAC: w6dn70b7
- Virtual International Authority File: 121848402
- WorldCat: E39PBJktwjvTytkRhpcrxr6dwC